# Drukarnia jezuicka w Poznaniu
Drukarnia jezuicka w Poznaniu (Drukarnia J.K.Mci Collgium Societas Jesu) – oficyna wydawnicza funkcjonująca w Poznaniu w latach 1677 (lub 1675)–1773.
Drukarnia rozpoczęła swą działalność w 1677 w pomieszczeniach kompleksu kolegium jezuickiego w Poznaniu. Inicjatorem założenia oficyny był Bartłomiej Nataniel Wąsowski (rektor kolegium). Przedsiębiorstwo prowadzone było przez prefekta, którego wyznaczał rektor, a pracowali tam nie tylko bracia zakonni, ale też ludzie świeccy z miasta. Drukarnia dysponowała gisernią oraz introligatornią. Od 1706 do 1710 zakład najprawdopodobniej nie funkcjonował, gdyż był to okres okupacji szwedzkiej i epidemii dżumy. Od połowy lat czterdziestych XVIII wieku drukarnia poznańska, ale też kaliska i lwowska, zaopatrywały w książki szkolne kolegia położone w Wielkopolsce, Prusach, Małopolsce i na Rusi.
Oficyna wydawała średnio rocznie siedem pozycji, a łącznie przez okres całej swej działalności około 730 pozycji. Była to więc druga najbardziej aktywna drukarnia jezuicka w Polsce. W latach 1667–1699 na 167 wydanych pozycji 69 było polskich, 92 łacińskie i 6 mieszanych. Od 1700 do 1773 na 562 pozycje, polskich było 271 (niewielka większość), łacińskich – 259, mieszanych – 20, a niemieckich – 2. W XVII wieku drukowano przede wszystkim druki dewocyjne, panegiryki, wydawnictwa szkolne, kazania, rozprawy filozoficzne i publikacje hagiograficzne. Szczególnie często drukowano prace Kaspra Drużbickiego (dwukrotnego rektora kolegium, który odbudował je po potopie szwedzkim). W oficynie światło dzienne ujrzały m.in. takie dzieła jak:
- Meta-Cordium Cor Jesu (1683) i Dyscypliny duszne (1685) Kaspra Drużbickiego,
- kazania Tomasza Młodzianowskiego, rektora kolegium w latach 1680–1683,
- Callitectonicorum seu de pulchro architecturae sacrae et civilis compendii collectorum liber unicus (1678) Bartłomieja Wąsowskiego, gdzie po raz pierwszy wydano drukiem polską terminologię architektoniczną[2].